# Flikveronika
Flikveronika (Veronica austriaca) är en växtart i familjen grobladsväxter.